# Aliança Democrática (1979)
Die Aliança Democrática (AD), portugiesisch für Demokratische Allianz, ist ein politisches Bündnis der rechten Mitte in Portugal. Der Aliança Democrática gehören die Parteien Partido Social Democrata (PPD/PSD), Centro Democrático e Social (CDS) und Partido Popular Monárquico (PPM) an. Das Parteienbündnis konstituiert sich, je nach politischer Lage, immer wieder aufs Neue. Erstmals bestand es zwischen 1979 und 1983.

## Geschichte

### 1979–1983

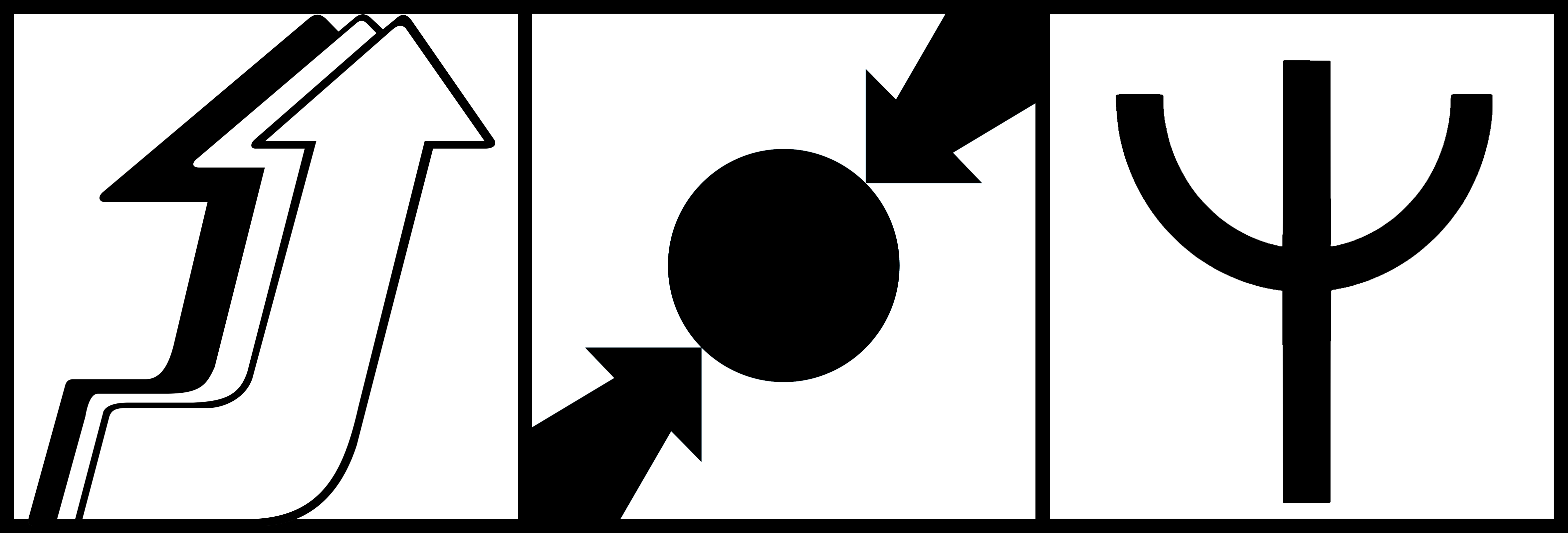
Logo (1979–1983)

Das Bündnis der drei Parteien formierte sich erstmals für die Parlamentswahlen 1979, um gegenüber den traditionell in Portugal starken linken Parteien größere Chancen zu haben. Angeführt durch den charismatischen Sozialdemokraten Francisco Sá Carneiro gewann das Wahlbündnis die vorgezogenen Parlamentswahlen 1979 mit einer absoluten Mehrheit von 45,26 Prozent (128 von 250 Abgeordneten).
Bei den 1980 regulär stattfindenden Parlamentswahlen konnte die AD ihre absolute Mehrheit verteidigen und noch ausbauen auf insgesamt 47,59 Prozent (134 von 250 Abgeordneten). Basierend auf diesem Wahlergebnis bildete sich die Regierung unter Francisco Sá Carneiro am 3. Januar 1980, die Vorsitzenden der koalierenden Parteien, Diogo Freitas do Amaral für das CDS und Gonçalo Ribeiro Telles für die PPM, waren ebenso beteiligt.
Durch den bisher nicht vollständig aufgeklärten Flugzeugunfall am 4. Dezember 1980, bei dem der portugiesische Premierminister Sá Carneiro verstarb, gerieten die Regierung und damit das Wahlbündnis in eine schwere Krise. Zunächst übernahm der stellvertretende Vorsitzende der portugiesischen Sozialdemokraten, Francisco Pinto Balsemão, die Regierung. Da die AD jedoch keinen vergleichbaren Vorsitzenden fand, der die verschiedenen politischen Richtungen und Strömungen der drei Parteien vereinen konnte, konnte sie sich nicht von der schweren Krise erholen und büßte stark an Popularität innerhalb der portugiesischen Bevölkerung ein. Nachdem das Wahlbündnis bei den Präsidentenwahlen 1980 und auch bei den Lokalwahlen 1982 große Stimmenverluste hinnehmen musste, zerbrach es 1983. Bei den darauf folgenden Parlamentswahlen am 25. April 1983 traten alle Parteien wieder einzeln an, es gewannen die bis dahin oppositionellen Sozialisten mit ihrem Spitzenkandidaten Mário Soares.

### Renaissance der AD in späteren Jahrzehnten

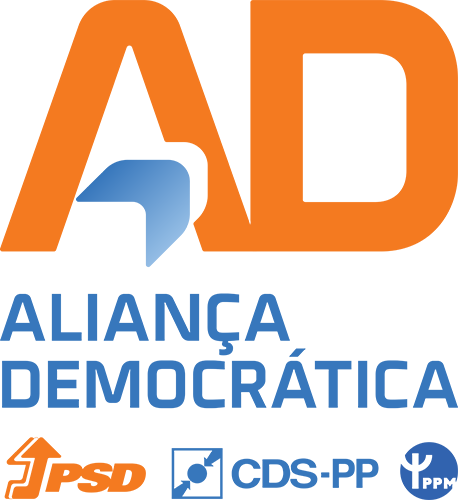
Logo (2024)

In den späteren Jahrzehnten gab es immer wieder Versuche, die Aliança Democrática neu aufleben zu lassen. Da die PPM jedoch mehr oder weniger in der Bedeutungslosigkeit versank, beschränkten sich mögliche Bündnisse auf PSD und CDS.
Anfang der neunziger Jahre scheiterte der Versuch einer neuen Koalition an den beiden Vorsitzenden der Parteien Marcelo Rebelo de Sousa (PSD) und Paulo Portas (CDS). Bei den Parlamentswahlen 2002 gewann die PSD unter Durão Barroso und ging eine Koalition mit dem CDS unter Paulo Portas ein (Kabinett Durão Barroso). Verschiedene Zeitungen bezeichneten dies als Renaissance der ehemaligen AD.
Bei der Europawahl 2004 traten PSD und CDS ebenso in einem Wahlbündnis an. Zwar in der Tradition der Aliança Democrática, hieß das Bündnis dennoch Força Portugal! („Vorwärts Portugal!“). Das Bündnis brachte jedoch keine Stimmengewinne, PDS und CDS verloren gemeinsam zwei Sitze und erreichten 33 Prozent beziehungsweise neun Sitze im Europaparlament. Força Portugal! wurde nach der Wahl wieder aufgelöst.
Zur Europawahl 2014 trat die Koalition erneut gemeinsam mit einer Listenverbindung an, dieses Mal unter dem Namen „Aliança Portugal“.
Auch zur Parlamentswahl 2015 traten die ab 2011 regierenden Parteien CDS-PP und PSD gemeinsam an. Das Wahlbündnis trug dabei den Namen „Portugal à Frente“. Die Wahl ging verloren.
Bei den Parlamentswahlen 2024 trat die Demokratische Allianz in allen Wahlkreisen auf dem portugiesischen Festland, im Wahlkreis der Azoren und in den Auswandererwahlkreisen (Europa und außerhalb Europas) an, mit Ausnahme des Wahlkreises Madeira, in dem es nur eine Koalition zwischen PPD/PSD und CDS-PP (Madeira First) gab. Sie ging als Gewinner aus der Wahl hervor. Anschließend bildete sich das Kabinett Montenegro I.